# Яковлев, Леонид Васильевич
Леонид Васильевич Яковлев (19 августа 1905 года, с. Усадище, Новоладожский уезд, Санкт-Петербургская губерния — 5 июля 1982 года, Ленинград) — советский военачальник, генерал-майор.

## Начальная биография
Леонид Васильевич Яковлев родился 19 августа 1905 года в селе Усадище ныне Волховского района Ленинградской области России.

## Военная служба

### Довоенное время
21 октября 1924 года призван в ряды РККА и направлен на учёбу в Ленинградскую пехотную школу, после окончания которой в октябре 1927 года назначен на должность командира взвода в 133-м стрелковом полку (45-я стрелковая дивизия, Украинский военный округ), дислоцированном в Киеве. В марте 1929 года переведён в 11-й стрелковый полк (4-я стрелковая дивизия, Ленинградский военный округ), в составе которого служил командиром взвода полковой школы, командиром роты и помощником начальника штаба полка.
В октябре 1933 года Л. В. Яковлев направлен на учёбу на специальное отделение курсов усовершенствования командного состава при 4 управлении Штаба РККА, после окончания которых в июле 1934 года назначен на должность помощника начальника приграничного разведывательного пункта разведывательного отдела штаба Ленинградского военного округа, в марте 1937 года — на должность начальника Морского разведывательного приграничного пункта разведывательного отдела Балтийского флота, в апреле 1938 года — на должность начальника 2-й части штаба 90-й стрелковой дивизии, а в ноябре того же года — на должность начальника 2-го отдела штаба 33-го стрелкового корпуса.
С сентября 1939 года служил начальником разведывательного отдела штаба 14-й армии и вскоре принимал участие в ходе Советско-финляндской войны.
В ноябре 1940 года переведён на должность начальника 2-го отделения разведывательного отдела штаба Ленинградского военного округа.

### Великая Отечественная война
С началом войны майор Л. В. Яковлев находился на прежней должности на Северном фронте и участвовал в формировании, обучении и переправке в тыл противника партизанских отрядов.
В августе 1941 года назначен на должность начальника штаба Слуцко-Колпинского укреплённого района, а в сентябре — на должность командира 169-го стрелкового полка (86-я стрелковая дивизия), после чего принимал участие в боевых действиях в районе Колпино и на левом берегу Невы.
В декабре 1941 года майор В. Л. Яковлев назначен командиром 151-й стрелковой бригады, формировавшейся в Кустанае. В июне 1942 года бригада была передислоцирована на Северо-Западный фронт, после чего принимала участие в боевых действиях в районе Старой Руссы, Лучково, Вязовка, Болото-Сучан и большое Ворново в ходе Демянской операции. В сентябре 1943 года на базе 127-й, 144-й и 151-й стрелковых бригад была сформирована 150-я стрелковая дивизия, а полковник В. Л. Яковлев назначен на должность её командира, после чего вела оборонительные боевые действия южнее озера Ильмень. Вскоре дивизия была передислоцирована через Великие Луки в район Каменки и с февраля 1944 года принимала участие в боевых действиях в ходе Ленинградско-Новгородской операции.
В апреле 1944 года направлен на учёбу на ускоренный курс при Высшей военной академии имени К. Е. Ворошилова, после окончания которого с марта 1945 года находился в распоряжении Главного управления кадров НКО.
В мае 1945 года полковник В. Л. Яковлев направлен в распоряжение Военного Совета 5-й армии (Дальневосточный фронт), где в июле назначен на должность командира 97-й стрелковой дивизии, которая принимала участие в Харбино-Гиринской наступательной операции в ходе Советско-японской войны.

### Послевоенная карьера
После окончания войны находился на прежней должности в Приморском военном округе.
В июле 1946 года назначен на должность заместителя командира 65-го стрелкового корпуса, а в феврале 1948 года — на должность командира 144-й стрелковой дивизии.
В октябре 1951 года направлен на учёбу на Высшие академические курсы при Высшей военной академии имени К. Е. Ворошилова, после окончания которых с октября 1952 года служил заместителем начальника Управления боевой и физической подготовки штаба Горьковского военного округа, с мая 1953 года — заместителем начальника Управления боевой и физической подготовки штаба Ленинградского военного округа, а с декабря того же года — командиром 64-й гвардейской стрелковой дивизии.
Вышел в запас 18 апреля 1955 года. 
Скончался 5 июля 1982 года на 77-м году жизни в Ленинграде.

## Награды
- Орден Ленина (15.11.1950);
- Четыре ордена Красного Знамени (24.03.1942, 20.04.1943, 03.11.1944, 26.10.1955);
- Орден Суворова 2 степени (26.08.1945);
- Орден Красной Звезды (07.05.1940);
- Медали.
- Орден «Юнь-Гуй» (Китай).